# Neuro Hunter
Neuro Hunter est un jeu vidéo de type action-RPG et tir à la première personne développé par Media Art et édité par Deep Silver, sorti en 2005 sur Windows.

## Accueil
- Jeuxvideo.com : 10/20[1]